# Jeu du chien et du chacal

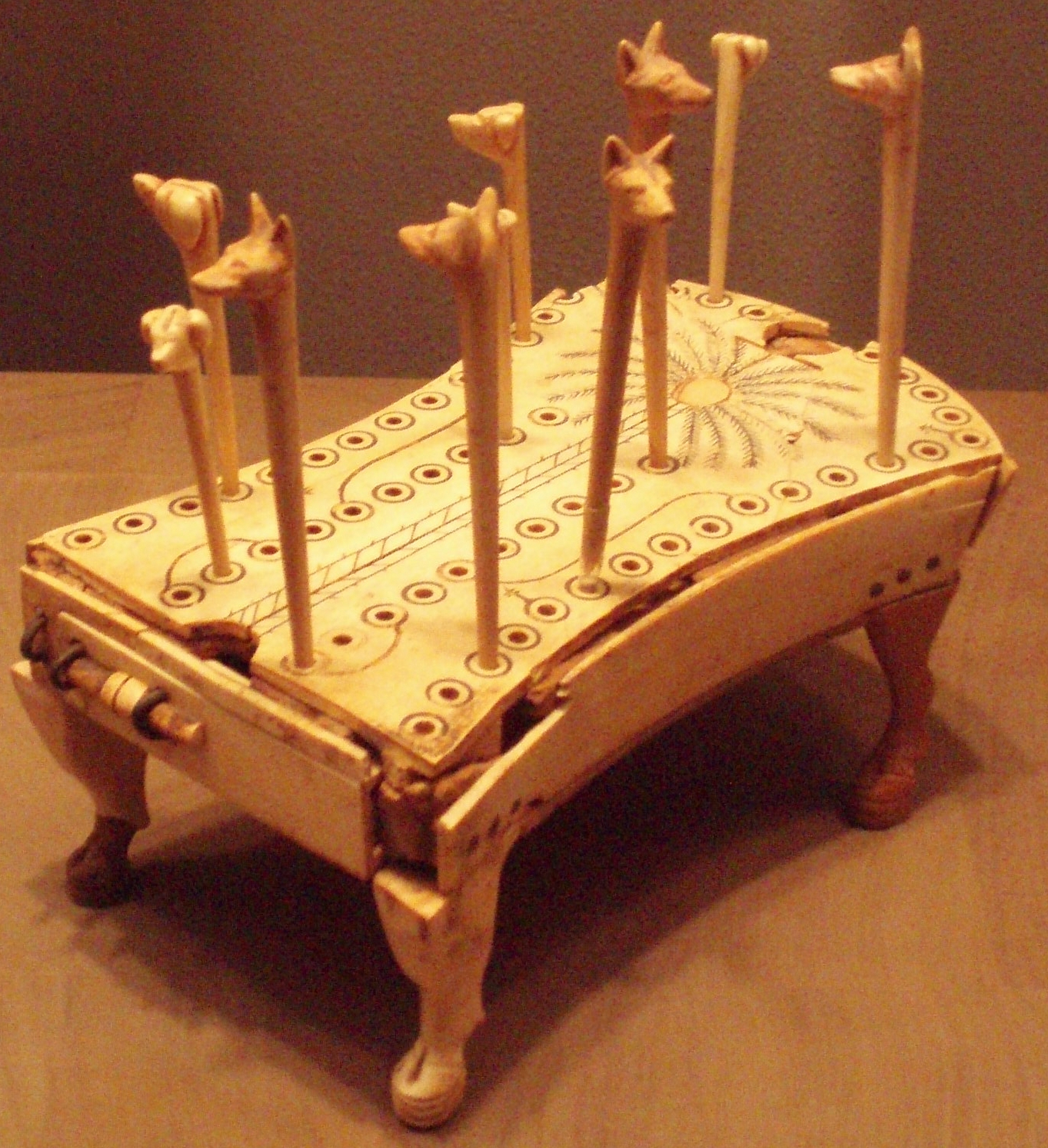
Plateau de jeu avec pions

Le jeu du chien et du chacal, appelé aussi « jeu des 58 trous » est un jeu de société de l'Égypte antique.
Ce jeu est composé de deux séries de cinq bâtonnets ayant généralement des têtes de chien et de chacal et d'un plateau percé de cinquante-huit trous (où placer ces bâtonnets) répartis en deux zones de vingt-neuf trous. 

## Histoire
Le jeu du chien et du chacal est un jeu de société, connu depuis l'âge du bronze qui a été inventé en Égypte antique il y a 4 000 ans. Il était principalement populaire au Moyen Empire.
William Matthew Flinders Petrie a découvert le jeu et a publié un article à son sujet en 1890. Depuis cette époque, plus de quarante exemples du jeu ont été trouvés en Égypte, en Mésopotamie, en Israël, en Syrie, en Iran, en Azerbaïdjan, autour du Levant et de la Méditerranée.
Un jeu complet découvert en 1910 par l'archéologue britannique Howard Carter dans la tombe thébaine du pharaon Amenemhat IV datant de la XIIe dynastie, est maintenant exposé au Metropolitan Museum of Art de New York[2][1].
Les bâtonnets étaient fabriqués dans des matériaux coûteux comme l'ivoire, l'argent et l'or, d'après les découvertes faites sur certains sites archéologiques.

## Règles du jeu
Les règles exactes de ce jeu ne nous sont pas parvenues, mais les exemplaires retrouvés peuvent laisser penser à un jeu de parcours ressemblant au jeu de l'Oie. On suppose que chaque joueur possédait cinq bâtonnets, l'un avec des têtes de chien, l'autre avec des têtes de chacal. Dans une zone de vingt-neuf trous, chaque joueur devait déplacer ses pions d'un nombre de cases défini par le hasard sur un parcours imposé contenant des cases spéciales (raccourcis, retour en arrière, etc.). Un hiéroglyphe représentait l'arrivée et le premier joueur à l'atteindre avec tous ses bâtonnets remportait la partie.

## Diffusion
Ce jeu est également connu en Mésopotamie et dans le Caucase.
Le jeu s'est répandu en Mésopotamie à la fin du IIIe millénaire et a été populaire jusqu'au Ier millénaire avant notre ère. Le jeu s'est répandu en Assyrie, en Israël, en Anatolie, à Babylone et en Perse.
Au cours des fouilles archéologiques, des plateaux de jeu ont été trouvés dans des vestiges de colonies marchandes assyriennes en Anatolie centrale, datés du XIXe siècle au XVIIIe siècle avant notre ère. Il existe des options selon lesquelles ces plateaux auraient été apportés en Anatolie depuis la Mésopotamie par des commerçants assyriens, ou par les relations entre la Cappadoce et l'Égypte.
Quoi qu'il en soit, le jeu était « en vogue » en Méditerranée et dans les régions environnantes, il a conservé sa forme générale et ses règles, quel que soit l'endroit où il était pratiqué.
Plus de soixante-huit planches du jeu du chien et du chacal ont été découvertes lors de fouilles archéologiques dans divers territoires, dont la Syrie (Tell Ajlun, Ras el-Ain, Khafadje), Israël (Tel Beth Shean, Gezer), l'Irak (Uruk, Nippur, Ur, Nineveh, Assur, Babylone), l'Iran (Tepe Sialk, Suse, Lorestan), la Turquie (Karalhuyuk, Kültepe, Acemhöyük), l'Azerbaïdjan (Qobustan) et l'Égypte (Bouhen, El-Lahun, Sedment).
D'autres animaux (chevaux, chats ou éperviers) ont été trouvés au sommet des bâtonnets, en plus des chiens et des chacals, mais aucune pièce de ce type n'a été trouvée au Proche-Orient où ce jeu était pratiqué du début du IIe millénaire jusqu'au milieu du Ier millénaire. Des pièces en ivoire avec une encoche au sommet trouvées à Megiddo ont été liées à des jeux de société. Sur ce site, d'autres avec un sommet en forme de tête de chien ou de chacal ont également été révélées. Des bâtonnets non décorés ont été trouvés à Ur.
L'un des exemples de chiens et de chacals a été découvert dans la nécropole B de Tepe Sialk en Iran.
En avril 2018, l'archéologue Walter Crist du musée américain d'histoire naturelle a découvert les exemplaires de jeu des 58 trous à Gobustan, en Azerbaïdjan. Après avoir examiné les abris sous roche sur lesquels sont gravés des motifs de points compliqués, il inclut celui-ci parmi les échantillons du jeu du chien et du chacal. Dans le discours qu'il a prononcé lors de la réunion annuelle de l'American Schools of Oriental Research en novembre, Crist a établi un lien étroit entre ces deux éléments : « Les éleveurs de l'âge du bronze de cette région ont dû avoir des contacts avec le monde du Proche-Orient. Les jeux anciens traversaient souvent les cultures et servaient de lubrifiant social »,,.

## Filmographie
- Dans le film Les Dix Commandements de 1956, on voit le pharaon Séthi Ier (interprété par Cedric Hardwicke) et Néfertari (interprété par Anne Baxter) jouer à ce jeu.
- Dans l'épisode 12 de la saison 1 de Stargate SG-1, Teal'c (interprété par Christopher Judge) révèle avoir précédemment joué à ce jeu avec Daniel Jackson (interprété par Michael Shanks).
- Dans l'épisode 4 de la saison 1 de la Maison de David[8].